# Wilson Cepeda

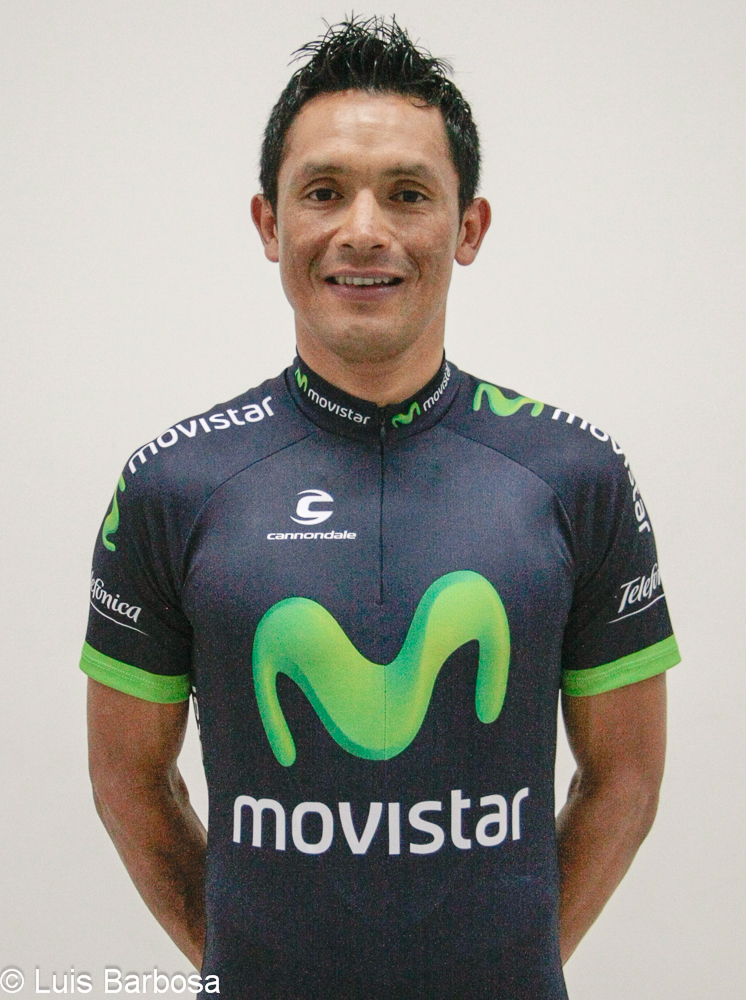
Wilson Cepeda (2013)

Wilson Fernando Cepeda Cuervo (* 2. September 1980 in Paipa, Boyacá) ist ein kolumbianischer Straßenradrennfahrer.
Wilson Cepeda gewann 2002 eine Etappe bei der Vuelta al Tolima. Im nächsten Jahr war er bei einem Teilstück der Vuelta a Cundinamarca erfolgreich. 2005 gewann er die vierte Etappe bei der Vuelta a Avila und fuhr ab August für das spanische Continental Team Catalunya-Angel Mir. Im nächsten Jahr wechselte er zu Massi. In der Saison 2008 konnte Cepeda die Gesamtwertung des Clásica Alcaldía de Pasca für sich entscheiden. 2009 fährt er für die kolumbianische Mannschaft Boyacá es Para Vivirla, für die er eine Etappe bei der Vuelta a Colombia gewann.

## Erfolge
2009
- eine Etappe Vuelta a Colombia

## Teams
- 2005 Catalunya-Angel Mir (ab 5. August)
- 2009 Boyacá es Para Vivirla
- 2015 Movistar Team América
- 2015 Movistar Continental Team